# Rudolf Kjellén
Johan Rudolf Kjellén (Torsö, 13 de junho de 1864 – Uppsala, 14 de novembro de 1922) foi um cientista político e político sueco. Cunhou o termo geopolítica, em 1899. O seu trabalho foi influenciado por Friedrich Ratzel.  Com Alexander von Humboldt, Karl Ritter e Friedrich Ratzel, Kjellén lançou as bases da geopolítica alemã, que mais tarde seriam aproveitadas por Karl Haushofer.
Kjellén completou o ensino secundário em Skara, no ano de 1880 e matriculou-se na Universidade de Uppsala nesse mesmo ano. Completou o seu doutoramento em Uppsala em 1891 e foi docente nessa universidade entre 1890 e 1893. Lecionou também na Universidade de Gotemburgo, onde foi professor de ciência política e estatística a partir de 1901, até voltar a Uppsala em 1916, para uma posição prestigiada como professor de eloquência e governação.
Sendo um político conservador, foi membro da segunda câmara do parlamento sueco , entre 1905 e 1908, e da primeira câmara, entre 1911 e 1917.

## Visão
Kjellén fundou uma nova ciência política, dedicada a descrever o Estado: "o Estado em toda a sua totalidade, tal como se manifesta na vida real". Enumerou, assim, os atributos do poder:
- a geografia - analisada pela geopolítica, estabelece a relação entre o Estado e o seu território
- a economia - analisada pela geoeconomia, estabelece a relação entre o Estado e a economia
- a sociologia - analisada pela sociopolítica, estabelece a relação entre o Estado e a sociedade nacional
- a política - definindo a forma, o poder e a vida do Estado

Trata-se de uma abordagem pejada de determinismo. Afirma que: "Os Estados são seres sensíveis e razoáveis - como os homens".

## Obras em alemão
- Die Grossmächte der Gegenwart. Teubner, Leipzig/Berlim 1914. 10. Auflage 1916.
- Die Ideen von 1914. Eine weltgeschichtliche Perspektive. Hirzel, Leipzig 1915.
- Die politischen Probleme des Weltkrieges. Teubner, Leipzig 1916. Tradução de Friedrich Stieve. (Digitalizado a partir das participações do Institute for East and Southeast European Studies).
- Der Staat als Lebensform. Hirzel, Leipzig 1917
- Studien zur Weltkrise. Bruckmann, Munique 1917.
- Grundriss zu einem System der Politik. Hirzel, Leipzig 1920.
- Die Grossmächte vor und nach dem Weltkriege. Teubner, Leipzig/Berlim 1930.